# Lengyeltóti
Lengyeltóti è una città di 3 451 abitanti situata nella contea di Somogy, nell'Ungheria centro-occidentale.

## Monumenti e luoghi d'interesse

### Architetture religiose
- Chiesa parrocchiale. L'attuale edificio sorge su una precedente chiesa dell'XI-XII secolo.

### Architetture civili
- Palazzo Zichy (Zichy-kastély) (XIX secolo) Edificio realizzato all'inizio del XIX secolo e in seguito rimaneggiato in stile neobarocco.

## Amministrazione

### Gemellaggi
- Dielheim
- Martinshöhe
- Palanzano
- San Quirino
- Uherský Brod
- Lehnice
- Đurđevac
- Josvainiai
- Lupeni
- Węgierska Górka